# Поляков Геннадій Олексійович
Генна́́дій Олексі́йович Поляко́в — доктор технічних наук, професор, Академія наук прикладної радіоелектроніки.

## З життєпису
Редагував монографію «Синтез та аналіз паралельних процесів в адаптивних часовопараметризованих обчислювальних системах», 2012, серед співавторів — Сергій Шматков.